# Scano di Montiferro
Scano di Montiferro – miejscowość i gmina we Włoszech, w regionie Sardynia, w prowincji Oristano.
Według danych na rok 2004 gminę zamieszkiwało 1725 osób, 28,8 os./km². Graniczy z Borore, Cuglieri, Flussio, Macomer, Sagama, Santu Lussurgiu, Sennariolo i Sindia.